# Downie Ridge
Downie Ridge är en bergstopp i Antarktis. Den ligger i Sydshetlandsöarna. Argentina, Chile och Storbritannien gör anspråk på området. Toppen på Downie Ridge är 8 meter över havet.
Terrängen runt Downie Ridge är huvudsakligen kuperad, men norrut är den platt. Havet är nära Downie Ridge åt nordväst. Trakten är glest befolkad. Närmaste befolkade plats är Gabriel de Castilla Spanish Antarctic Station, 2,7 kilometer öster om Downie Ridge. 